# سوزن کراوات

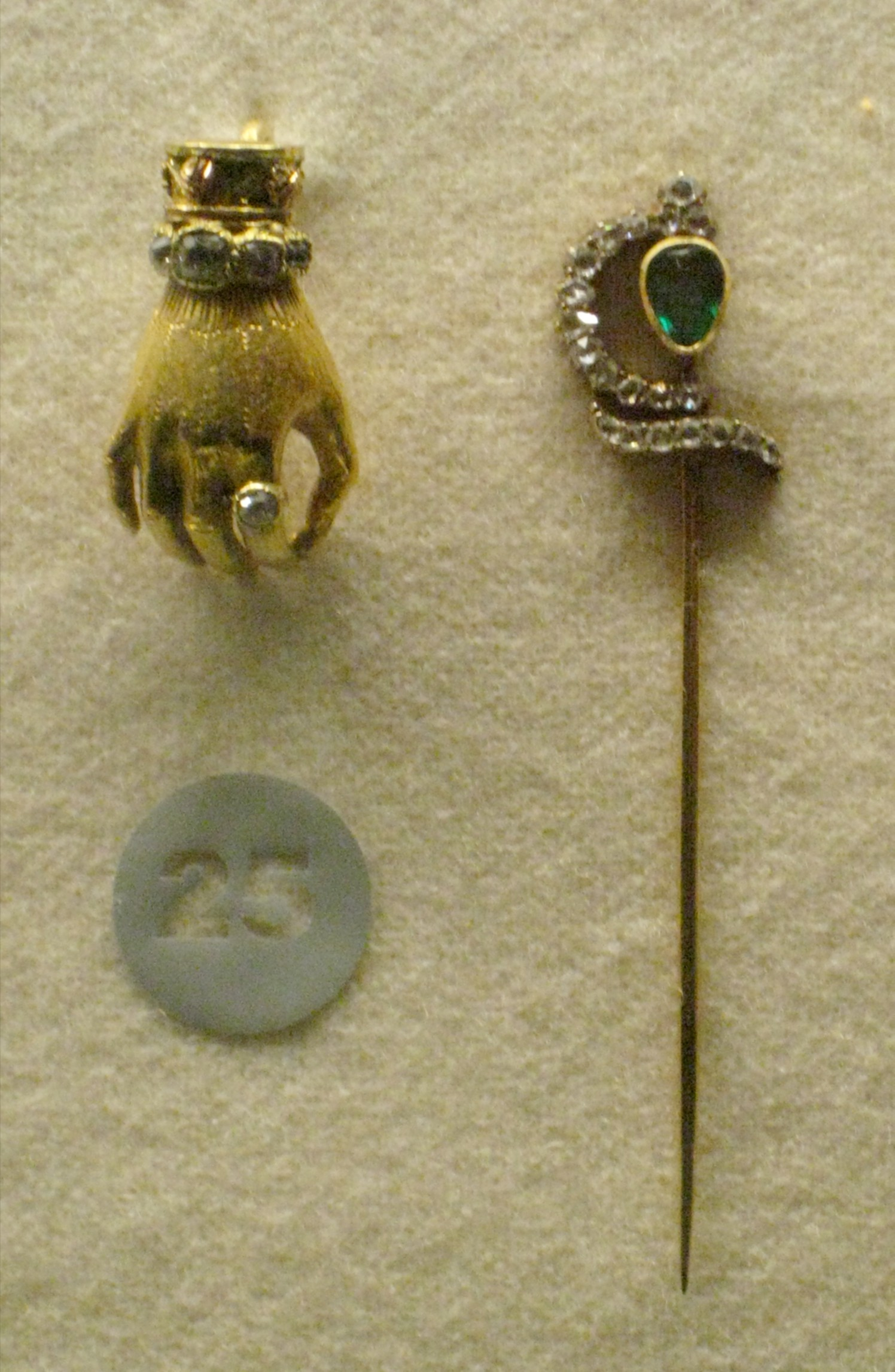
سوزن کراوات٬ قرن نوزدهم

سوزن کراوات در قرن نوزدهم و توسط جنتلمن‌های انگلیسی ابداع شد و وسیله‌ایست که دو کاربرد دارد. یکی برای زیبایی و دیگری برای نگه‌داشتن فرم و شکل گره کراوات. این سوزن که بر بالای آن قطعه یا سنگ زینتی کارگذاشته شده است، پس از بستن و گره زدن کراوات٬ درون گره فرو برده شده و بخش زینتی بر روی گره نمایان می‌ماند. از سال ۱۸۷۰ به‌بعد تولید انبوه آن در ایالات متحده آغاز شد و استفاده از آن بر روی کراوات٬ روسری٬ موهای بافته زنان و غیره رواج یافت.